# Premio Francisco Mercado
El Premio Francisco Mercado tiene por finalidad promover la producción de conocimiento de calidad entre los jóvenes investigadores de Iberoamérica. El premio se otorga a la mejor tesis de doctorado llevada a cabo con métodos cualitativos en el área de la salud y realizada en un país iberoamericano, en reconocimiento a su calidad y contribución a este campo de conocimiento.    
El premio consta de un diploma, la cantidad de US $1,000.00 (mil dólares americanos 00/100 USD) único e indivisible, y la publicación de la tesis en formato de libro digital de acceso abierto.
El Premio está conformado por un Comité Ejecutivo, un Comité Consultivo y un Comité de dictaminadores. Todos sus miembros son reconocidos investigadores en el campo de la investigación cualitativa.

## Historia
El premio honra los esfuerzos del Profesor Francisco Javier Mercado-Martínez en la formación de investigadores y su confianza en el potencial de los jóvenes en la construcción de conocimiento y el desarrollo de la investigación cualitativa en salud.
El premio fue instaurado por el Comité Organizador del IX Congreso Iberoamericano de Investigación Cualitativa en Salud realizado en Montevideo, Uruguay en el año de 2021. Desde entonces, el premio forma parte de las actividades del Congreso Iberoamericano de Investigación Cualitativa en Salud (CIICS) realizado bianualmente.

### Francisco Mercado
Francisco Javier Mercado Martínez (Manalisco, 1952 – Guadalajara, 2019) fue un investigador mexicano adscrito al Centro Universitario de Ciencias de la Salud de la Universidad de Guadalajara, quien destacó por promover la investigación cualitativa en salud en Iberoamérica. Entre sus iniciativas está la puesta en marcha en la Universidad de Guadalajara del ProgiECS (Programa de Investigación Cualitativa y Evaluativa en Salud), que funcionó como la sede internacional en México del International Institute for Qualitative Methodology de la Universidad de Alberta, Canadá. Este programa promovió entre 1999 y 2003, el intercambio de experiencias en la investigación cualitativa en el campo de la salud y sirvió como un espacio para el desarrollo de quienes estaban interesados en este campo de conocimiento.
Posteriormente, Francisco Mercado fue una parte activa de la red The International Collaboration for Participatory Health Research. Asimismo, promovió la publicación de obras para visibilizar la producción iberoamericana, entre las que se encuentran las antologías: “Paradigmas y diseños de investigación cualitativa en salud. Una antología iberoamericana.” e “Investigación cualitativa en salud en Iberoamerica. Métodos, análisis y ética”. Fue editor regional en español del International Journal of Qualitative Methods, y formó parte del comité editorial de las revistas Qualitative Health Research y Nursing Inquiry entre otras. Por último, organizó el  1.er Congreso Iberoamericano de Investigación Cualitativa en salud (CIICS), que se celebró simultáneamente con el 9° Congreso Internacional en investigación cualitativa en salud en 2003 en Guadalajara, México.

## Comité Ejecutivo del Premio Francisco Mercado
El Comité Ejecutivo del Premio Francisco Mercado es el responsable de la organización de cada una de las Ediciones del premio y también tiene un rol activo en el proceso de dictaminación de las tesis candidatas en cada una de sus ediciones. Lo forman cuatro académicos expertos en investigación cualitativa en salud, uno de ellos facultado como presidente para representar al premio en eventos académicos y de difusión. Tres de sus miembros son permanentes, actualmente son Denise Gastaldo, Canadá, Azucena Pedraz, España, y Leticia Robles-Silva, México. Carmen de la Cuesta Benjumea, España, fue miembro permanente del período de 2020 a 2023. Los miembros temporales han sido Rodolfo Levin, Uruguay en la Edición 2020, Azucena Pedraz, España en la Edición 2023 y Gabriela Huepe Ortega, Chile en la Edición 2025.

## Comité Consultivo
El Comité Consultivo está integrado por expertos en el campo de la investigación cualitativa en salud en Iberoamérica, y actúa como órgano de consulta del Comité Ejecutivo en aquellas actividades organizadas en torno al premio.
El actual Comité Consultivo está integrado por los siguientes académicos:
- Alejandra López Gómez, Uruguay
- Benno de Keijzer, México
- Carlos Calderón, España
- Fernando Bertolotto, Uruguay
- Gloria Molina, Colombia
- Irma Brito, Portugal
- Maria Lúcia Magalhães Bosi, Brasil
- Marta Lenise do Prado, Brasil
- Mauro Serapioni, Portugal
- Pilar Isla, España
- Roberto Castro, México
- Rodolfo Levin, Uruguay

## Comité de Dictaminadores
El Comité de Dictaminadores está conformado por académicos expertos con amplia trayectoria y reconocimiento en el campo de la investigación cualitativa, quienes se configuran en Jurado para la dictaminación de las tesis. Una vez revisada la tesis candidata en su campo de conocimiento y del método empleado, emiten un dictamen sobre el que se basa el proceso para la elección de la tesis premiada por parte del Comité Ejecutivo.

## Convocatoria del Premio Francisco Mercado
El Premio Francisco Mercado se convoca bianualmente los años pares para ser otorgado al año siguiente impar. Cada convocatoria se abre el 6 de enero del año par y se cierra el 31 de julio del mismo año. El anuncio del premio se realiza en el sitio web del premio, las redes sociales y en el sitio web del CIICS .
Los requisitos para concursar por el premio son: a) Ser una tesis de doctorado en el formato clásico monográfico, b) Ser una investigación empírica realizada en algún país de Iberoamérica con cualquier diseño cualitativo y en cualquiera de las distintas áreas de la salud, c) Haber sustentado la tesis en los dos años previos a la edición del premio a concursar.

### Proceso de selección de la tesis ganadora
Las tesis que reúnen los criterios de la convocatoria, pasan a las siguientes fases del proceso de dictaminación. El Comité Ejecutivo hace una evaluación inicial de las tesis, para seleccionar aquellas que serán enviadas a dictaminación por parte del Jurado de la edición correspondiente. Posteriormente, el Comité Ejecutivo realiza una evaluación de las tesis basándose en los dictámenes recibidos, entre los cuales selecciona las tesis finalistas, las cuales son evaluadas de nueva cuenta por los miembros del Comité Ejecutivo. La tesis premiada es seleccionada entre estas últimas.
En aquellas situaciones en que ninguna de la tesis reúna los criterios de calidad, el Comité Ejecutivo declarará como Desierto el premio en dicha edición. A juicio del Comité Ejecutivo podrá otorgar Mención Honorífica o un Reconocimiento a alguna de las tesis. 
Los criterios utilizados durante el proceso de dictaminación son los siguientes:
- Originalidad en términos de estudiar un tema viejo o ya establecido a partir de una nueva perspectiva o dimensiones analíticas.
- Utilización de las teorías específicas o particulares del campo de conocimiento y/o del objeto de estudio/ problema de investigación, y no sólo las teorías generales del campo.
- Descripción de todas las secciones de metodología con una redacción explícita y argumentativa de las decisiones metodológicas.
- Presentación de los resultados de manera inductiva considerando que sus explicaciones o categorías partan de los datos de campo más allá de la simple descripción, así como, una presentación de manera deductiva a partir de la teoría para interpretar o integrar la explicación de los datos.
- Revisión de la bibliografía que reconozca el conocimiento previo y explicite el aporte de nuevo conocimiento a dicho campo o fenómeno bajo estudio.
- Construcción del manuscrito equilibrada entre sus partes con un eje conductor a lo largo de los capítulos de la tesis.
- Presencia de un ejercicio de reflexividad tanto del aspecto metodológico como de la construcción del problema de investigación, así como de las cuestiones éticas relativas a los diversos aspectos de reciprocidad con los participantes, más allá de la simple enunciación de cumplir con el anonimato y la confidencialidad.
- Méritos para ser considerada una obra como recurso didáctico en la formación de jóvenes investigadores.

## Premiación
El anuncio de la autora o del autor de la tesis galardonada se difunde a través de las redes sociales del premio y del sitio Web del CIICS correspondiente. La ceremonia de premiación que se lleva a cabo durante los días de realización del CIICS correspondiente. Una vez publicada la tesis en formato de libro digital, se organiza un evento para la presentación de dicha publicación en el siguiente CIICS.

## Ganadores de las Ediciones
| Edición                | Tesis galardonada | Publicación en formato de libro                                                                           | Autor                         |
| ---------------------- | --- | --- | ----------------------------- |
| 2020 IX CIICS, Uruguay | Collective participation in health in Valle del Huasco, Northern Chile: A critical ethnography of institutional spaces for participation and social movements in a context of environmental conflict                 | Conflicto Ambiental en Valle del Huasco, Chile: Participación comunitaria en salud y movimientos sociales | Esteban Hadjez Berrios, Chile |
| 2023 X CIICS, España   | Se declaró Desierto el premio Se otorgó un Reconocimiento a Sofía Martins, Brasil por su tesis: "Repercussôes da experiencia de racismo nas ocupaçôes da maternais de mulheres negras: Estratégias de enfrentamento” | Sin publicación                                                                                           | Sofía Martins, Brasil         |
| 2025 XI CIICS, Chile   | Controle de substâncias ilícitas e seus impactos em violência e saúde: Estudo de caso no Rio de Janeiro (Brasil) e Lisboa (Portugal)                                                                                 | | Mayalu Matos Silva, Brasil    |